# Сухополе
Сухополе (хорв. Suhopolje) — община с центром в одноимённом посёлке на северо-востоке Хорватии, в Вировитицко-Подравской жупании. Население 2684 человека в самом посёлке и 6646 человек во всей общине (2011). Большинство населения — хорваты (81,1 %), сербы составляют 13,7 % населения. В состав общины кроме самого Сухополе входят ещё 22 деревни. Большинство населения занято в сельском хозяйстве.
Сухополе находится на Подравинской низменности со своими обширными сельскохозяйственными угодьями, к югу от посёлка начинаются холмы гряды Билогора. Сухополе стоит на автодороге D2 Вараждин — Копривница — Осиек и параллельной ей железной дороге между городами Вировитица (10 км на северо-запад) и Слатина (15 км на юго-восток). В посёлке есть одноимённая железнодорожная станция.
Приходская церковь Сухополя — храм св. Терезы Авильской построен в неоклассическом стиле в 1816 году.